# Eurydema ornata
Eurydema ornata es una especie de insecto hemíptero de la familia Pentatomidae.

## Descripción
Puede alcanzar una longitud de 7 a 8 milímetros (0,28 a 0,31 pulgadas). El cuerpo tiene colores grises o rojos brillantes, con marcas negras. Este insecto chupa la savia de las plantas, especialmente las crucíferas (familia Brassicaceae), como el repollo, el berro y el rábano. Puede convertirse en un parásito que puede dañar los cultivos. Pasa el invierno como adulto.

## Distribución
Se encuentra en Europa, norte de África, sur y este de Asia. Prefiere áreas abiertas con vegetación baja.